# Christophe Leduc
 (avril 2023).
Pour les articles homonymes, voir Leduc.
Christophe Leduc, né [Où ?] [Quand ?]; est un luthier français spécialisé en guitares et basses (électriques et acoustique), il se caractérise en premier lieu par l'originalité de sa production.
Son approche du métier semble fondée sur l'étude de la relation mécanique et entre le musicien et son instrument. Cette relation conditionne la structure même de l'instrument, en particulier du manche, considéré comme remplissant le rôle de la table d'harmonie des instruments acoustiques. (Conférence lors du Salon International de la Lutherie, Montpellier le 11 octobre 2008).
L'entreprise est de taille artisanale sauf quand elle se trouvait à Fresse-sur-Moselle et à Rombas, ou une production semi-industrielle employait une dizaine de luthiers.
Christophe Leduc enseigne dans les années 1990 à l'Institut Technologique Européen des Métiers de la Musique du Mans (ITEMM).

## Chronologie
- Première guitare réalisée en 1973, la seconde en 1976.
- Premier atelier ouvert en 1978 à Lyon.
- Ouverture d'un atelier à Fresse-sur-Moselle (Vosges) en 1981, en association notamment avec Alain Grégoire. Très grand succès commercial des modèles D3 et BD3, et leurs variantes DX, BDX, Clean, D2, BD2...
- Revente de l'entreprise et 1984 et déménagement à Rombas (Moselle).
- Arrêt de l'expérience industrielle et reprise d'une activité artisanale en 1987 près de Thionville (Moselle). Christophe Leduc sera alors remarqué pour ses basses électriques à double manche séparables, puis pour les modèles Masterpiece. En 1989, il dépose les brevets internationaux[2] portant sur une table flottante et un chevalet asymétrique qui caractériseront les U-Basses, puis les U-guitares[3].

## Brevet sur la table flottante et le chevalet asymétrique

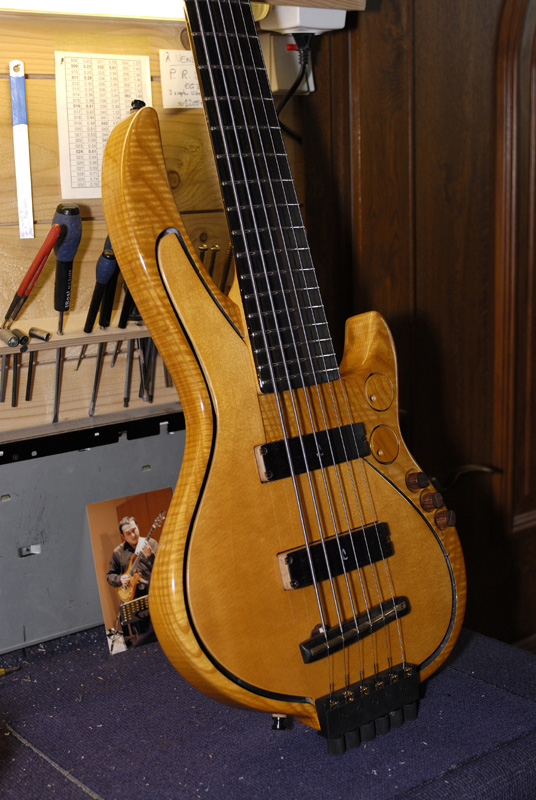
Basse six cordes à table Flottante.

Ce dispositif permet de reproduire le mouvement d'un chevalet d'instrument acoustique sur un instrument électrique. Il ne cherche pas à reproduire une sonorité « acoustique » mais simplement à harmoniser et enrichir la sonorité de l'instrument.
La table d'harmonie est placée dans un évidemment peu profond du corps. Elle est pincée au cul de l'instrument et repose au fond de la cavité aux extrémités des cornes. Sa fréquence de résonance est ainsi plus basse que si elle était collée sur tout son pourtour et simule une table de dimension bien plus grande.
Le côté aigu du chevalet repose directement sur le corps, tandis que la partie grave et soutenue par la table. Les cordes aigües bénéficient donc d'une durée maximale de vibration et plus une corde est située du côté grave plus elle agit comme moteur de la table, sa position déterminant un rapport de levier sur la table. Généralement la corde la plus grave reposant au-delà du point d'application du chevalet sur la table, son bras de levier est supérieur à l'unité.

## La période semi-industrielle (1981 à 1986)

### Guitares électriques
- série 3

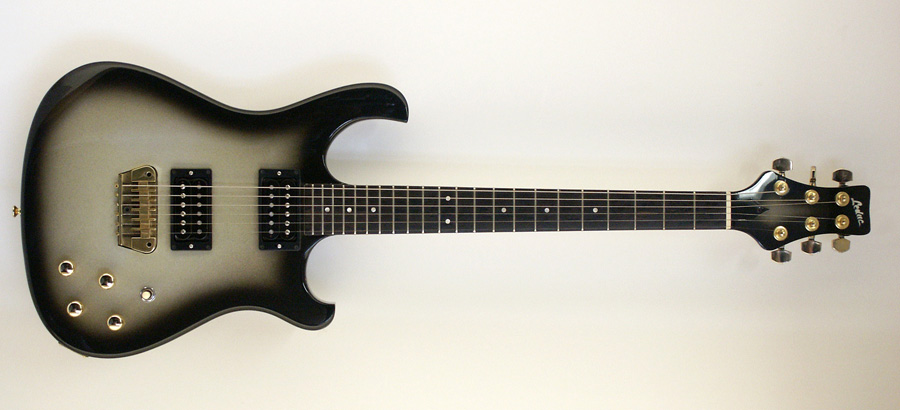
Leduc D3 de 1984, manche conducteur érable, touche ébène, micros Seymour Duncan SH7

La D3 Est née en 1980, baptisée ainsi en l'honneur de la ville de Detroit Michigan, son orientation est clairement rock. En 1981 la D3 est lancée en série en compagnie de la « Clean » aux sonorités plus claires. De forme identiques la D3 et la Clean diffèrent dans le bois du corps (respectivement aulne et érable), dans les micros (Seymour Duncan SH7 et Seymour Duncan SH2) puis moins exclusivement dans les couleurs :La D3 existe principalement en quatre coloris de peinture cellulosique vernie:
- Grise (Gris souris dégradé au noir)
- Outremer (Bleu marine dégradé au noir)
- Charleston (Rouge Bordeaux dégradé au noir)
- Emeraude (Vert sombre dégradé au noir)

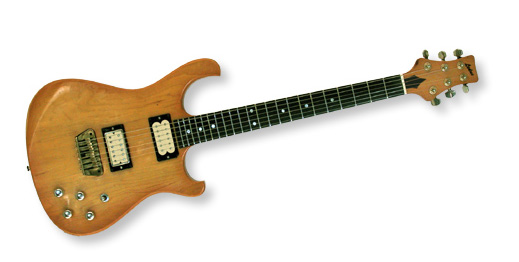
Leduc Clean de 1984, manche conducteur érable, touche ébène, micros Seymour Duncan SH2

Tandis que la Clean est généralement proposée en finitions transparentes cellulosique :
- Unie (Naturelle, Miel, Rouge ou Bleue)
- Dégradées (Cherry sunburst ou sunburst brun deux tons)

La « Clean » est remplacée assez tôt par la « D3-CL », qui est une variante de la D3 avec un vibrato standard et une plaque supportant deux micros simples et un humbucker en position Bridge. Dès le début sort aussi une version luxueuse, la « DX » (ou « Leduc Deluxe » en hommage au groupe anglais Duck Deluxe) dont le corps est en noyer américain les micros S. Duncan sont un SH1 en position manche et un SH4 en position chevalet. La touche est incrustée de flammes en nacre et entourée d'un fin filet d'érable et de plastique noir à l'extérieur. La  « DX » connaît quelques variantes sous des dénominations « DXS » et « CLS ».
- Autres modèle à Fresse-Sur-Moselle

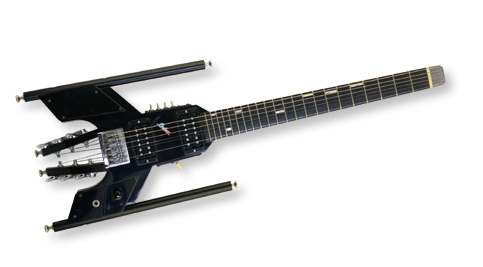
Leduc Invader de 1983, corps et manche conducteur acajou, touche ébène, micros Seymour Duncan Invader

À noter aussi les modèles « D2 »  équipés de micros Shaller et l'«Invader» en forme de chasseur de l'espace.
- modèles de Rombas

À partir de 1984 sortiront les séries « Bic » dont le corps est en matériaux composites moulés et la gamme « Electric Lady Line » dont le représentant principal est la « GT112 ».

### Basses électriques
- BD3, BDX et leurs versions sans frettes : BD3-sf et BDX-sf
- BD2 et autres modèles de Fresse-Sur-Moselle (BD2, BD3 et BDX 5 et 6 cordes)
- modèles de Rombas UbicII-b « Lady B » et « Lady Five »

## La période artisanale (1987 à aujourd'hui)
1987 marque l'arrêt de la production en série pour une fabrication plus exclusive et beaucoup plus innovante.

### Basses

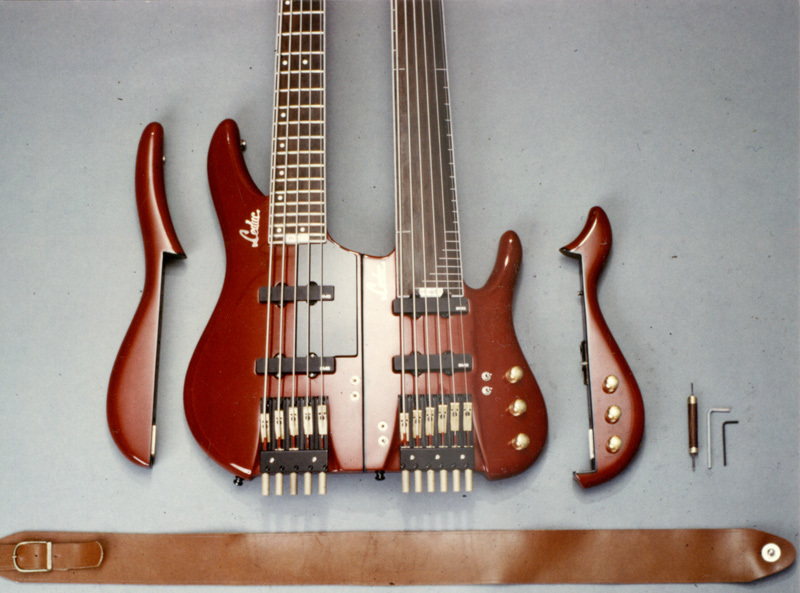
Basse double manche séparable.

La sortie d'une basse double manche séparable pour Manuel Munoz fut saluée unanimement par la presse. Cet instrument à 5 et 6 cordes peut s'utiliser comme basse double ou comme deux basses séparées. Il est très léger parce qu'entièrement constituée d'un acajou très léger recouvert d'une stratification verre-polyester teintée en rouge qui présente le même aspect qu'un vernis transparent traditionnel. Les plaques de touches sont en fibre de carbone recouvertes un plaquage de palissandre de Rio.
Guitares acoustiques En 2010, une idée, une demande, puis un dessin en commun avec son vieil ami architecte Christophe Miguet orientent Christophe Leduc vers la guitare acoustique. Ainsi est né le premier modèle de guitare acoustique C2 (C2 signifie: Christophe « puissance 2 »). En 2016 la dixième guitare Leduc C2 voit le jour.